# چلو (بندرعباس)
چَلو، روستایی در دهستان گهره بخش فین شهرستان بندرعباس در استان هرمزگان ایران است.

## پیشینه نام
چَلو در گویش محلی ساکنان اطراف بندرعباس به محلی گفته می‌شود که مالامال و لبریز از آب باشد، و مناطقی که آب فراوانی دارند به این نام خوانده می‌شوند.

## جمعیت
بر پایه سرشماری عمومی نفوس و مسکن در سال ۱۳۹۵، جمعیت این روستا برابر با ۳۰۴ نفر (۹۰ خانوار) بوده است.

## نگارخانه

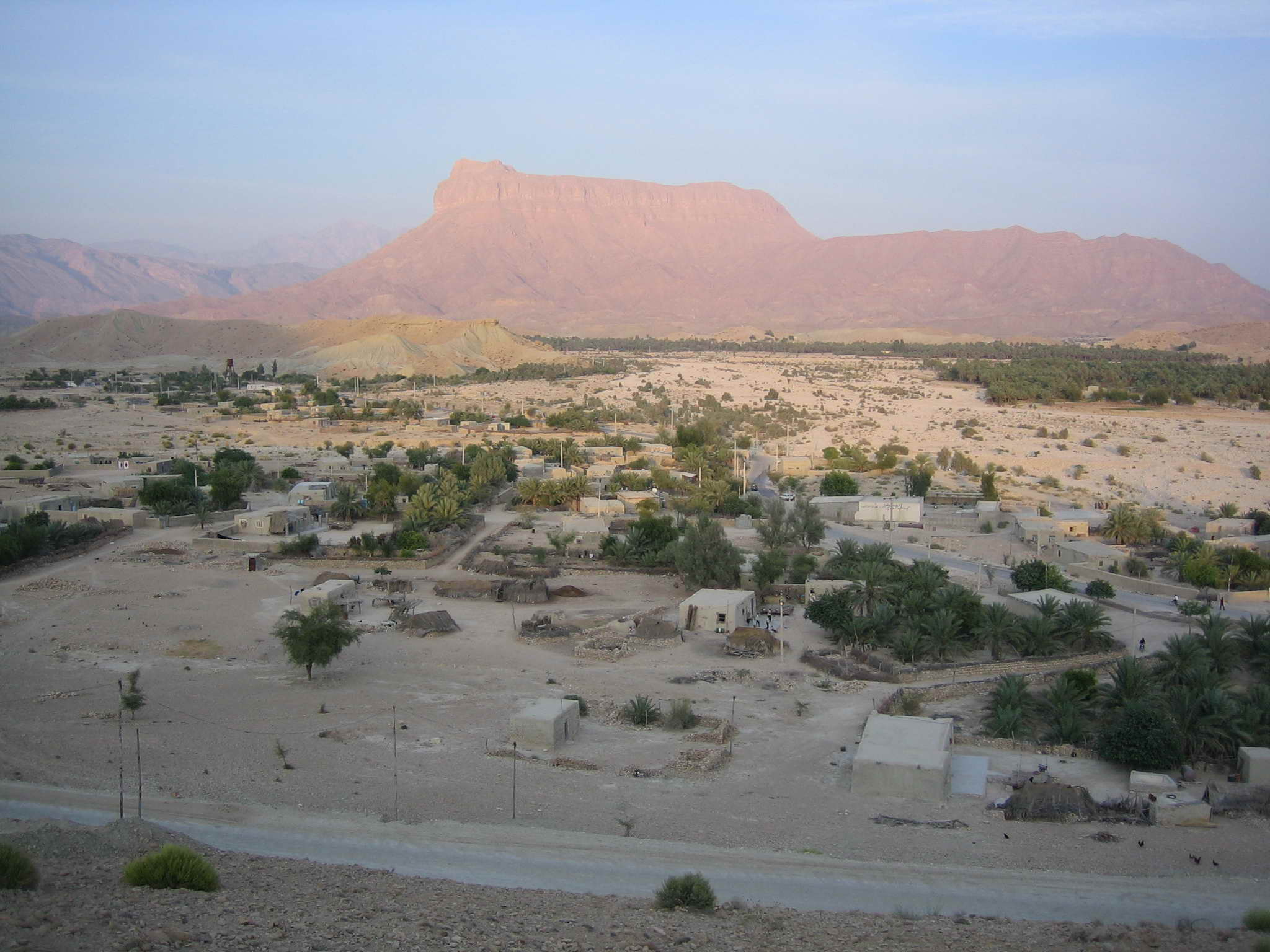
روستای چلو سال ۸۴
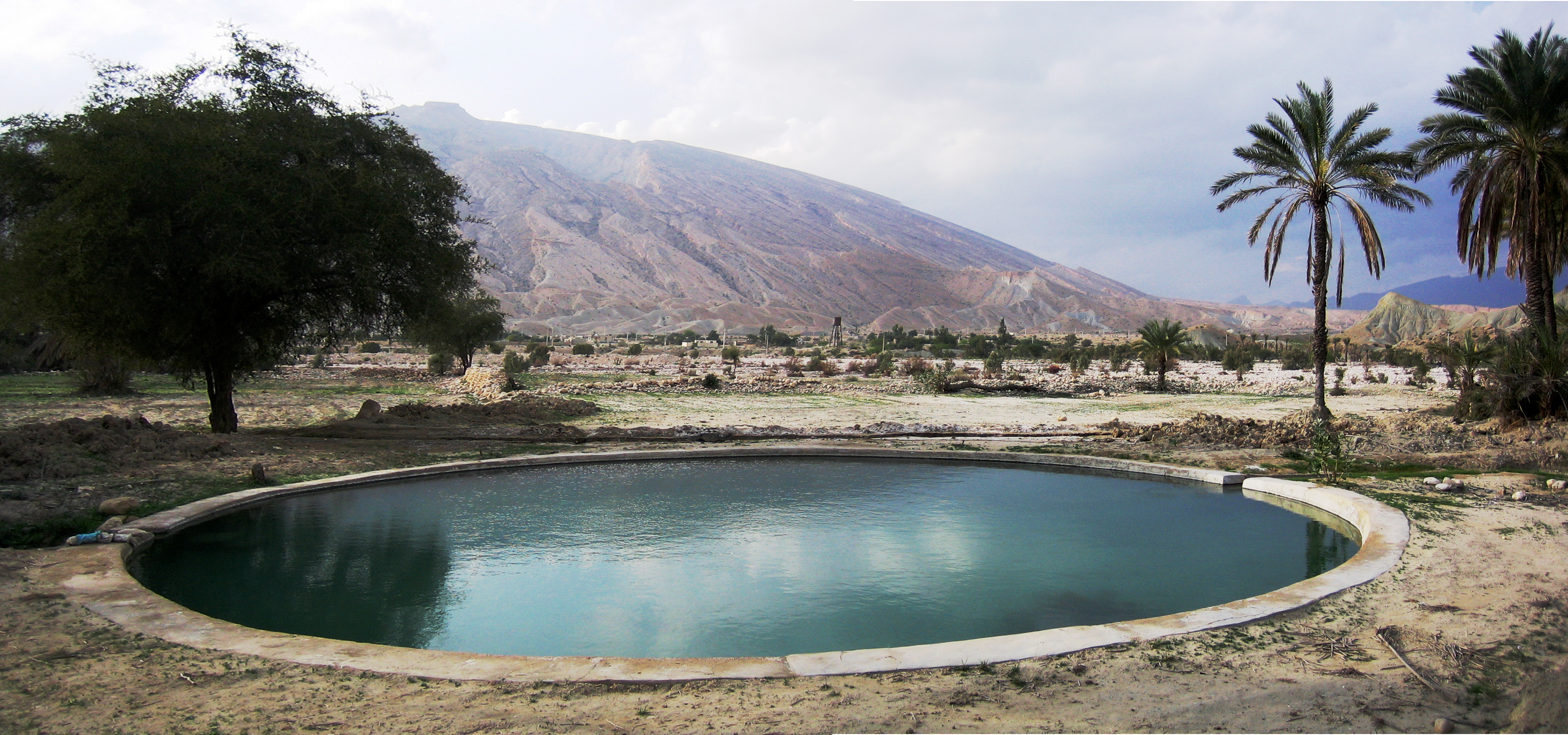
برکه پارو
غروب در چلو
سد چلو
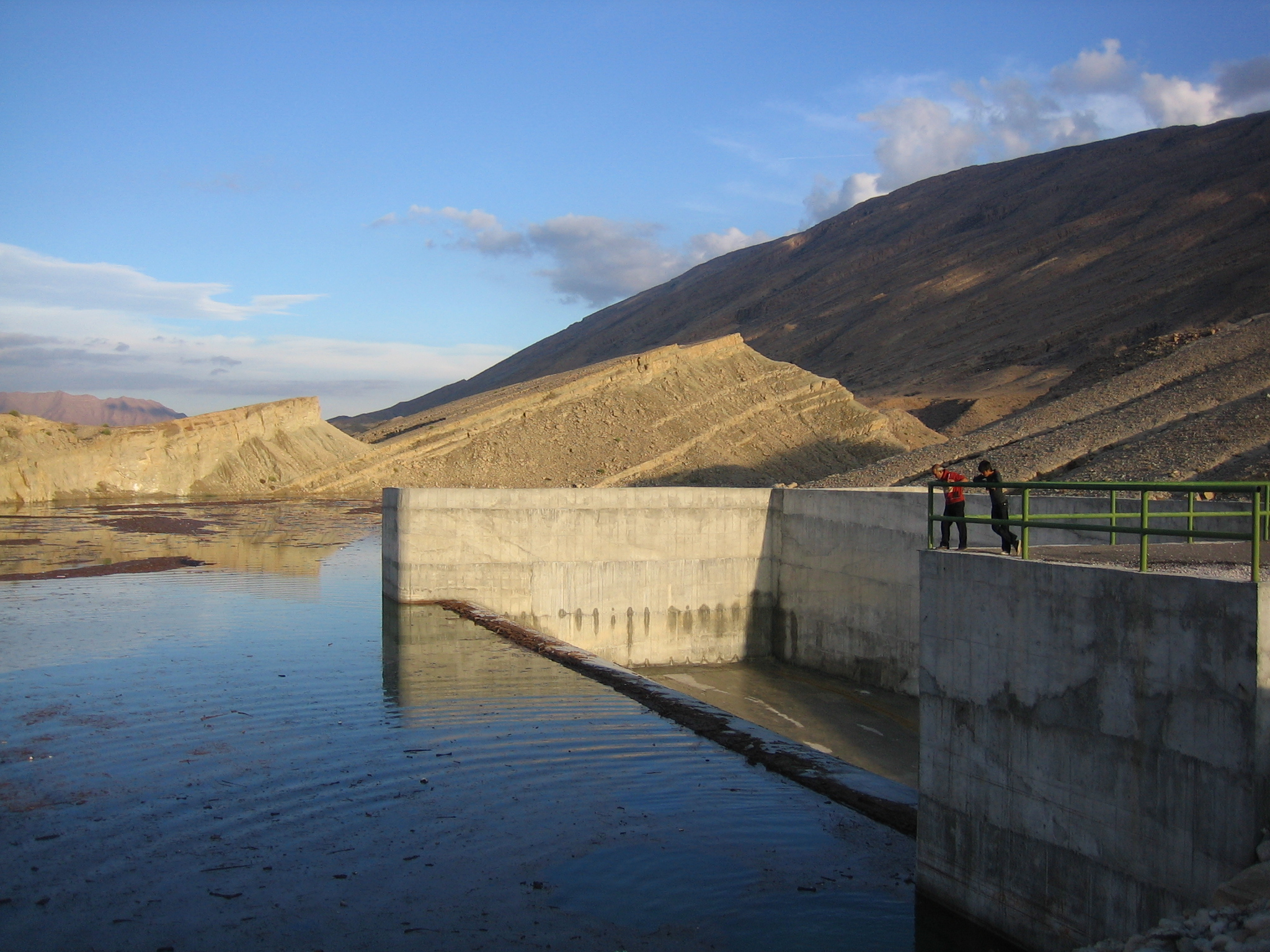
سد چلو
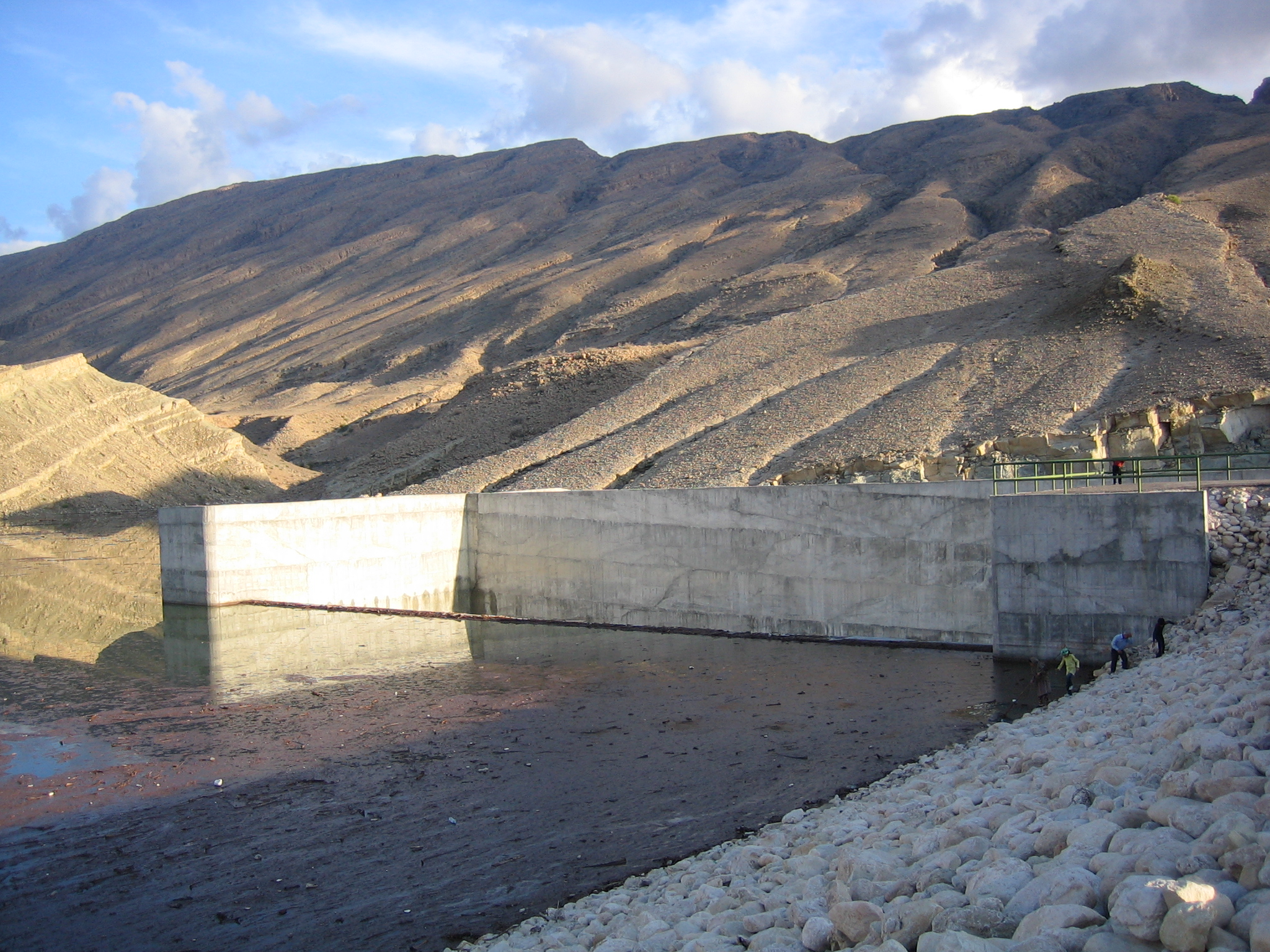
سد چلو
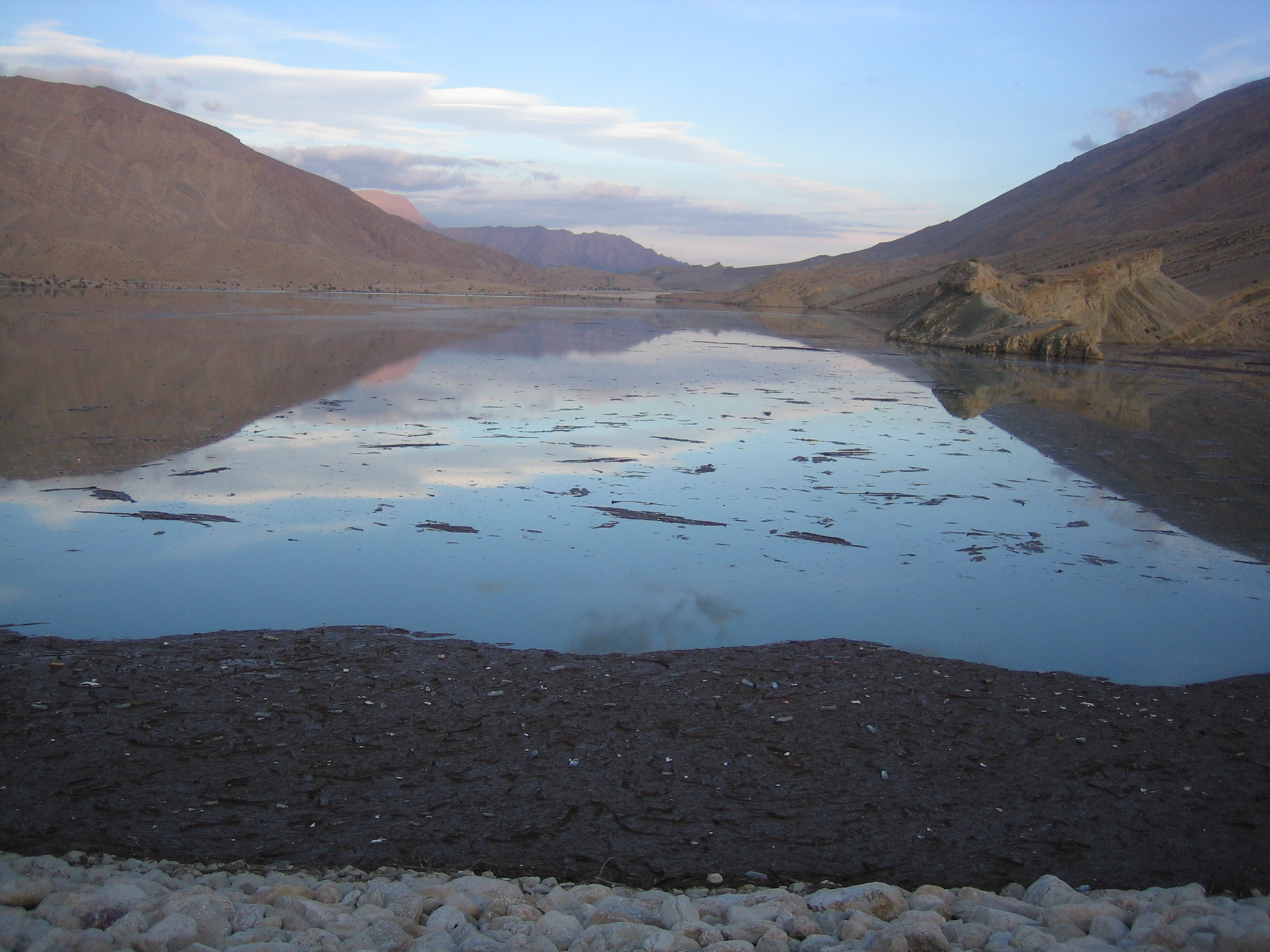
سد چلو
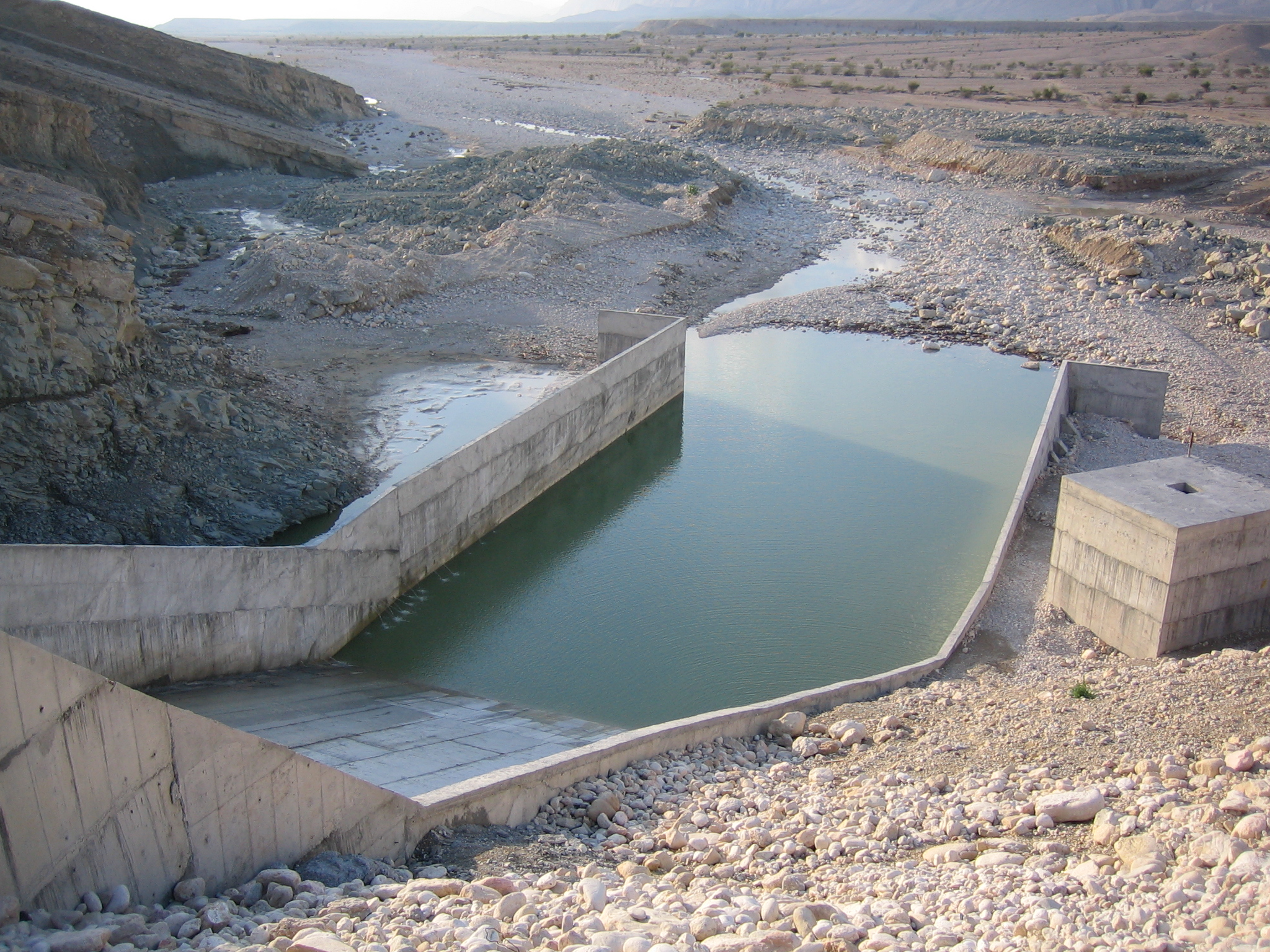
سد چلو
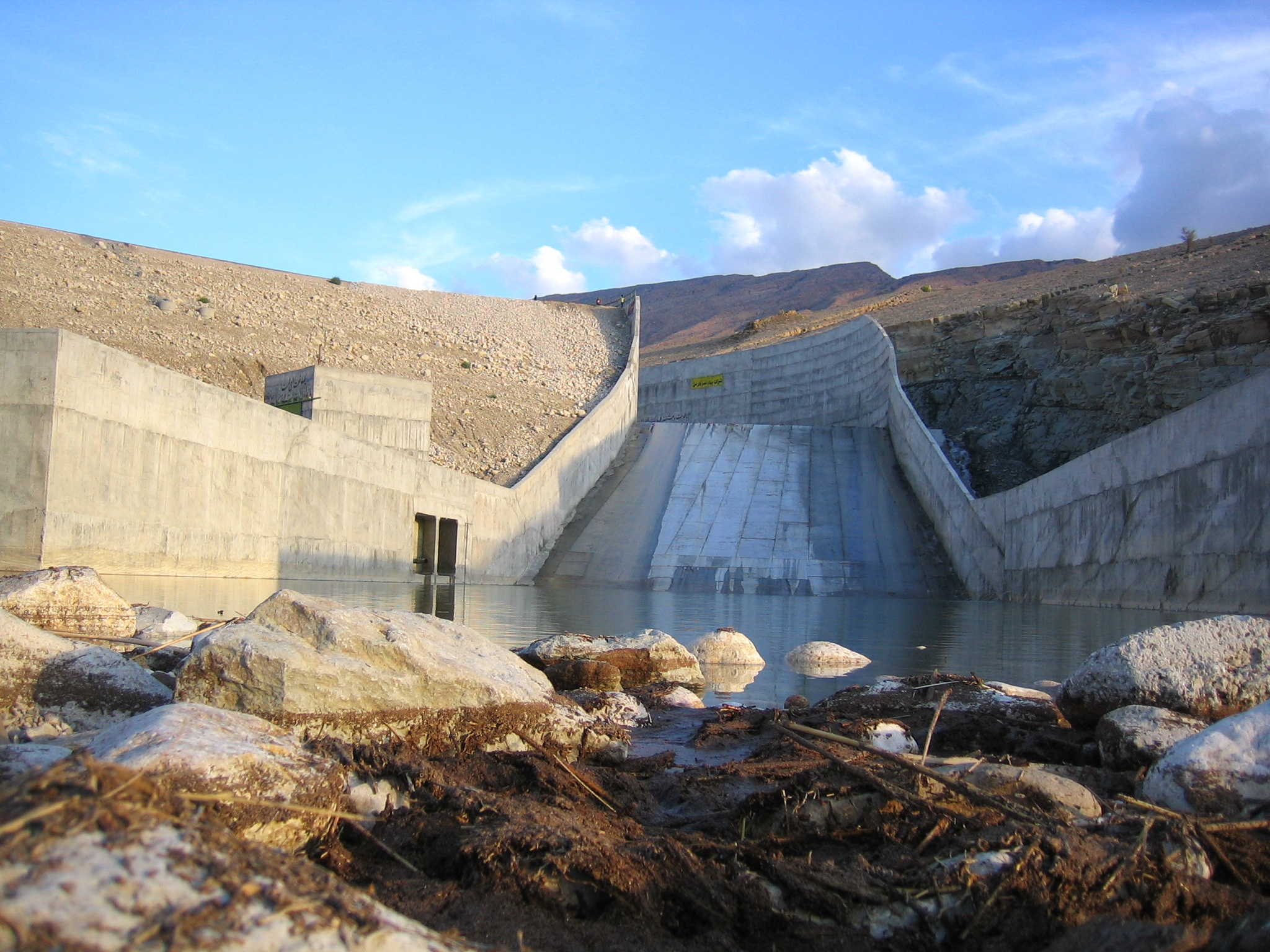
سد چلو
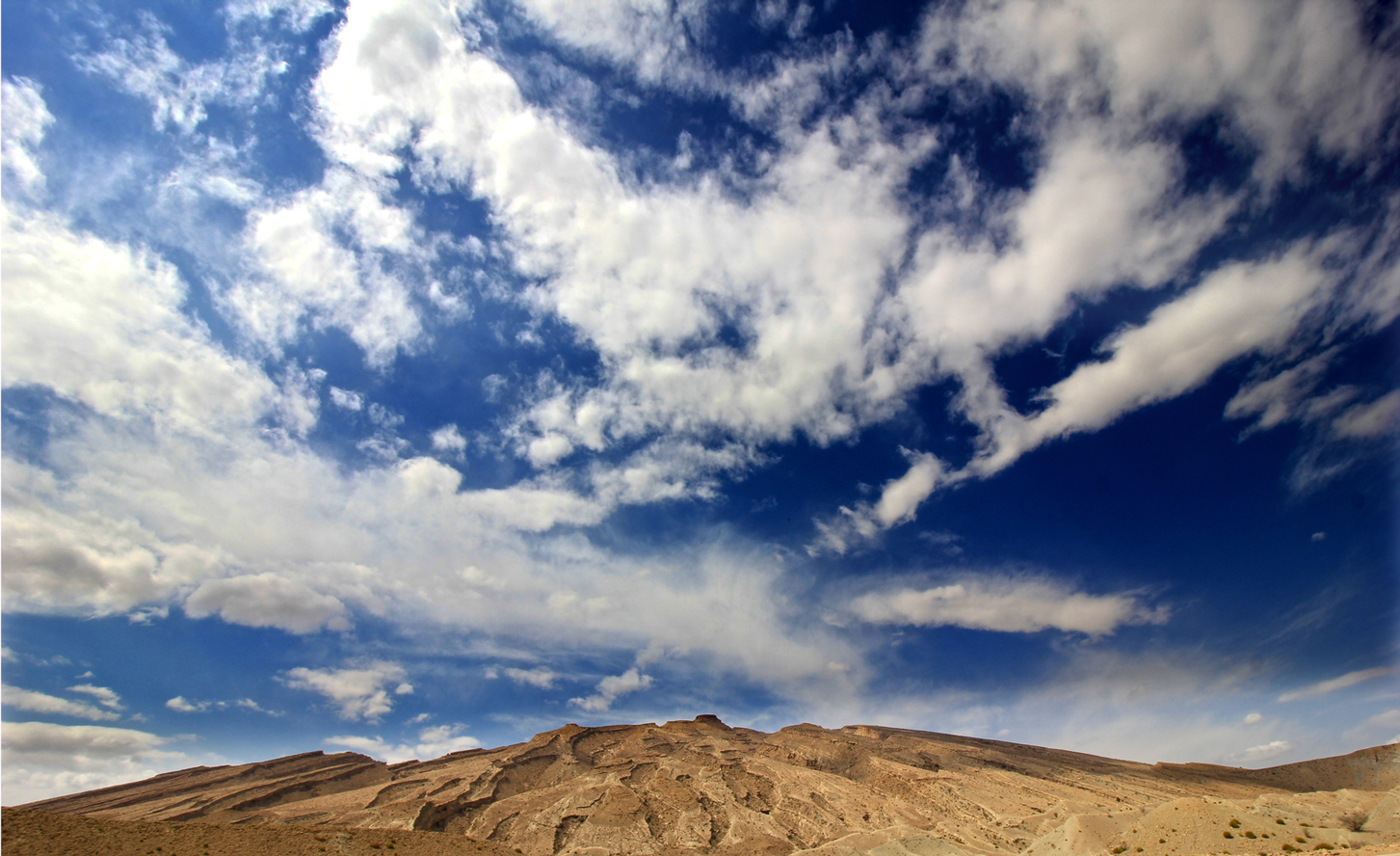
رزن-کوه
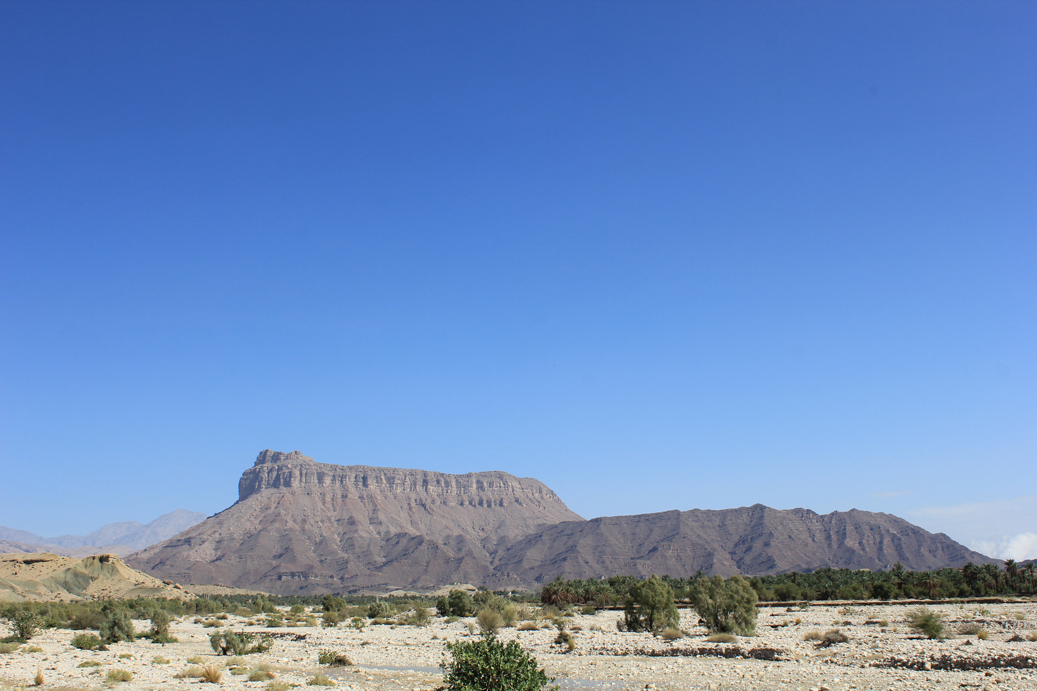
کوه موستوکوه
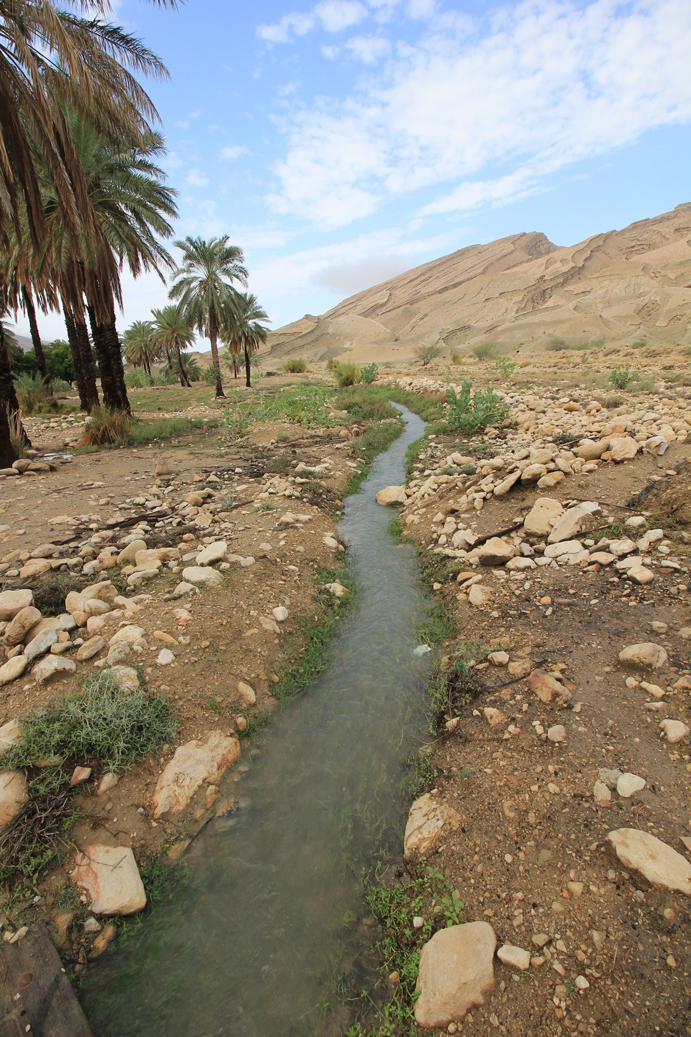
جویباری در چلو
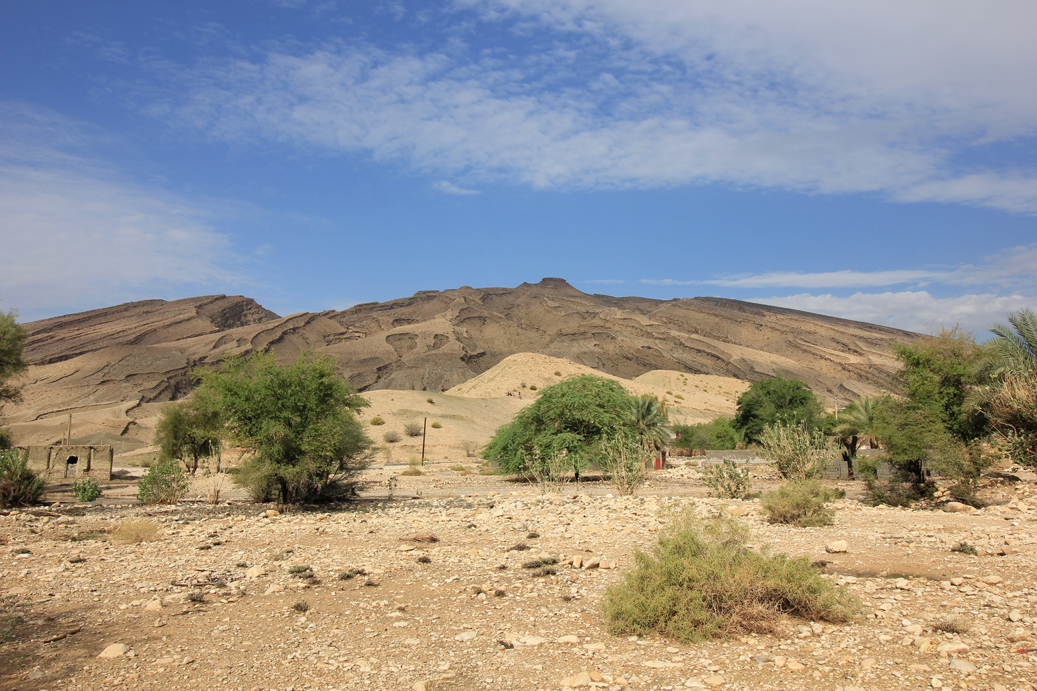
رزن کوه
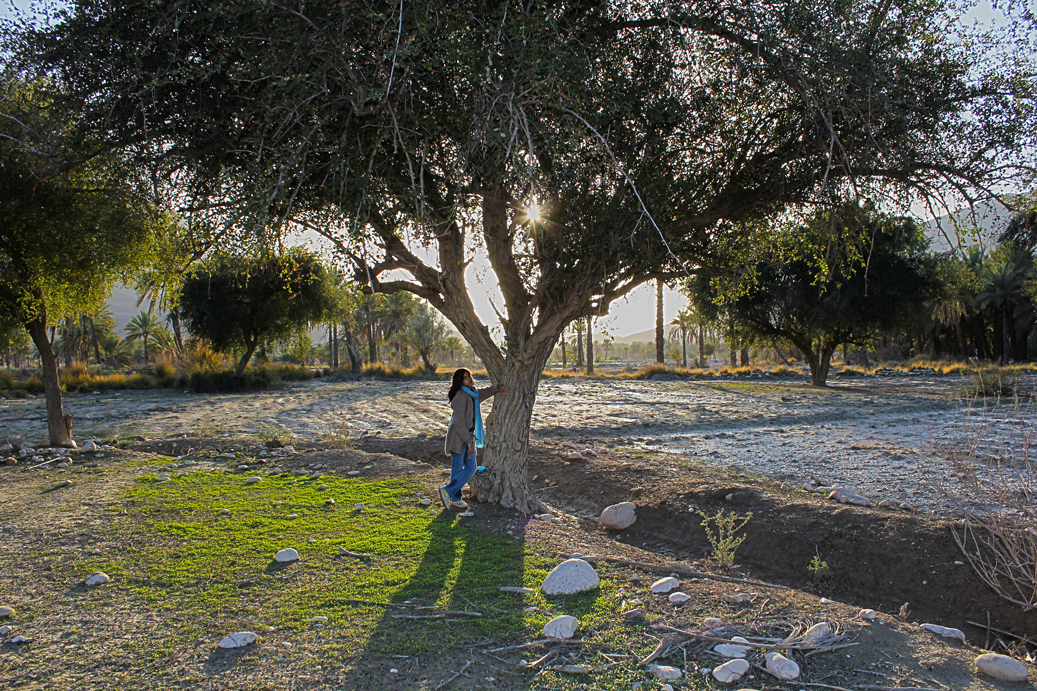
بهار چلو
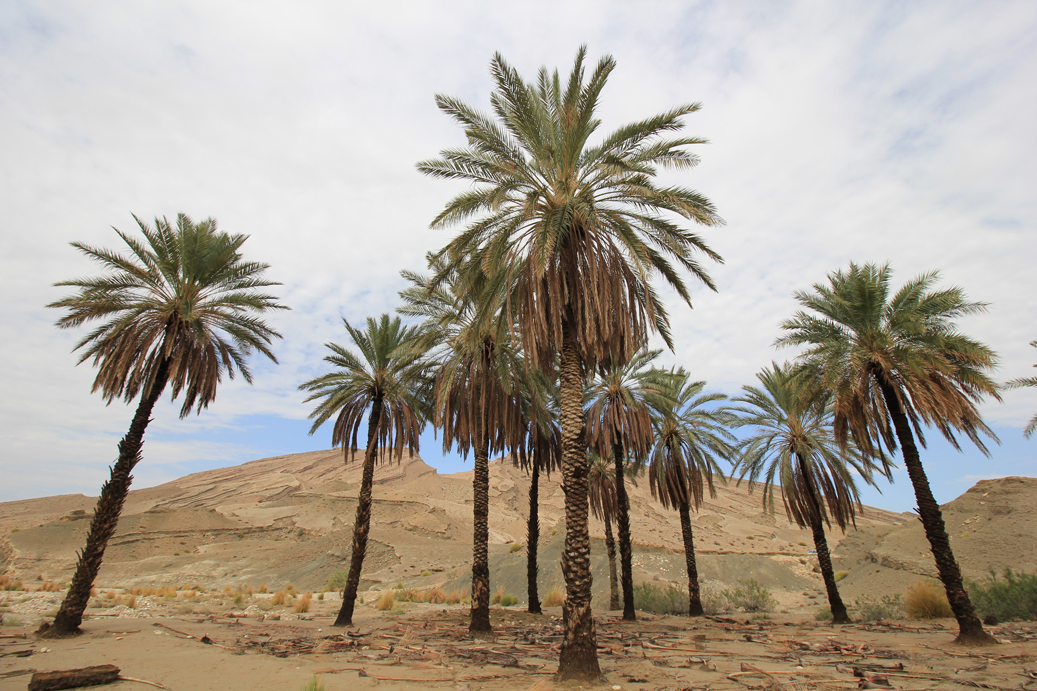
نخلهای باران خورده
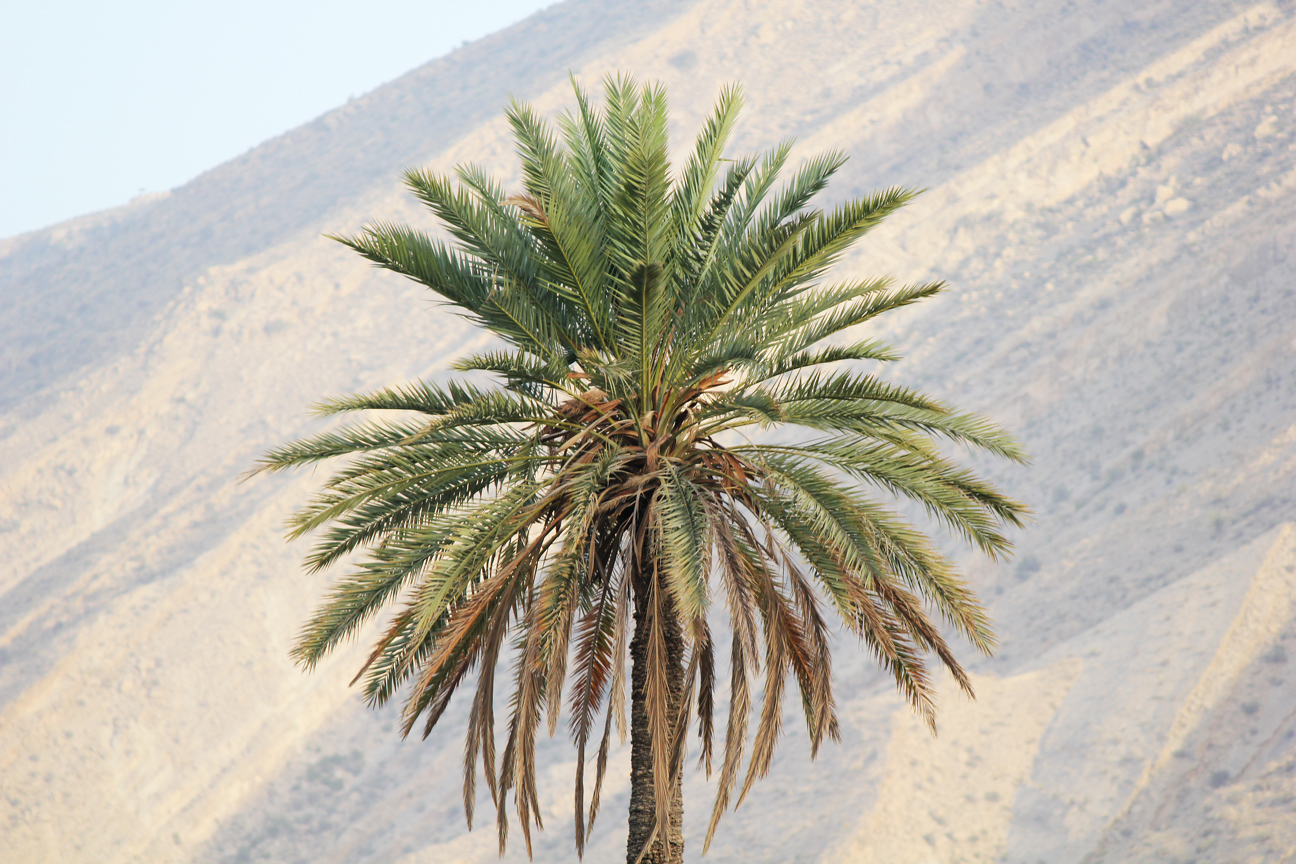
پرتره نخل
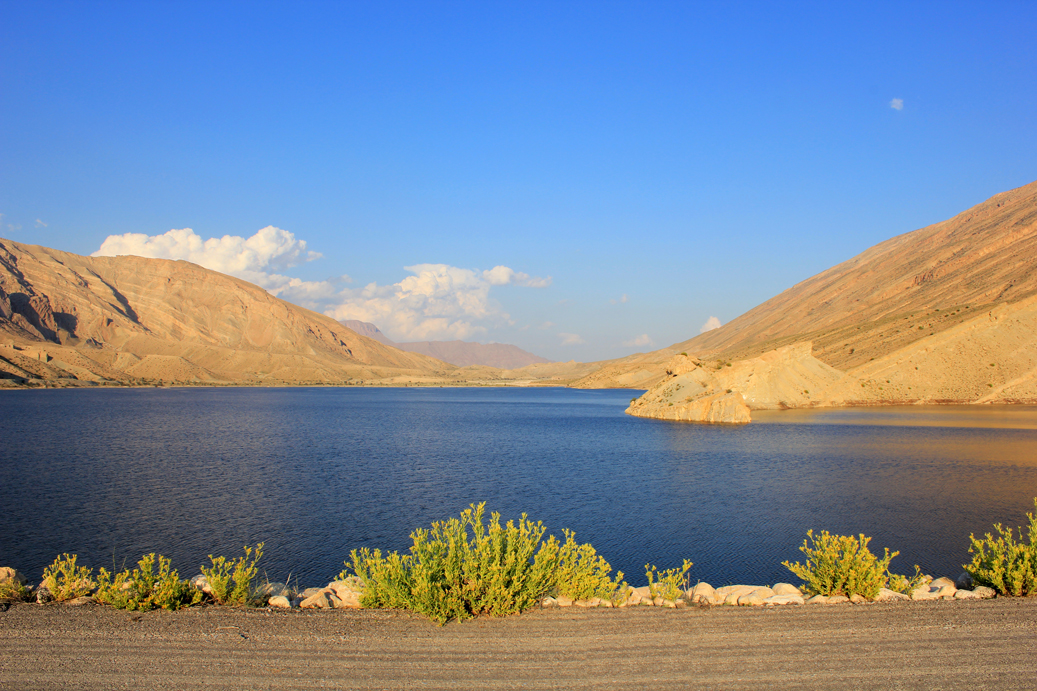
سد چلو پرآب
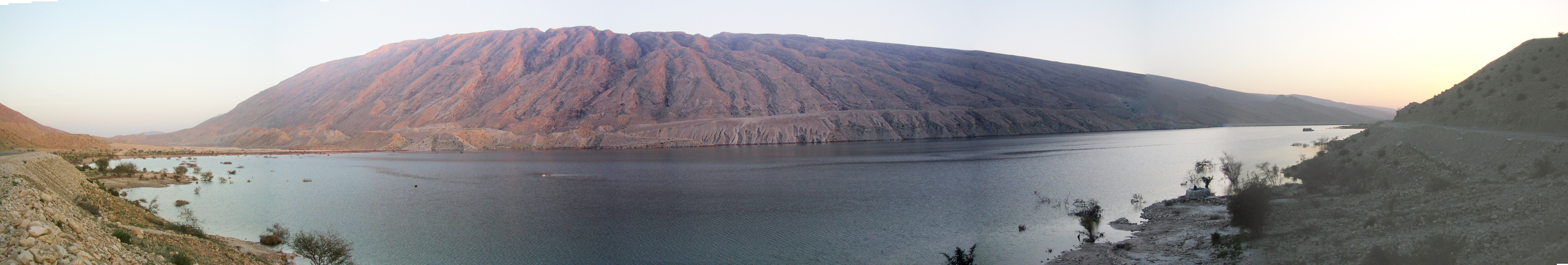
پانوراما در جاده سد
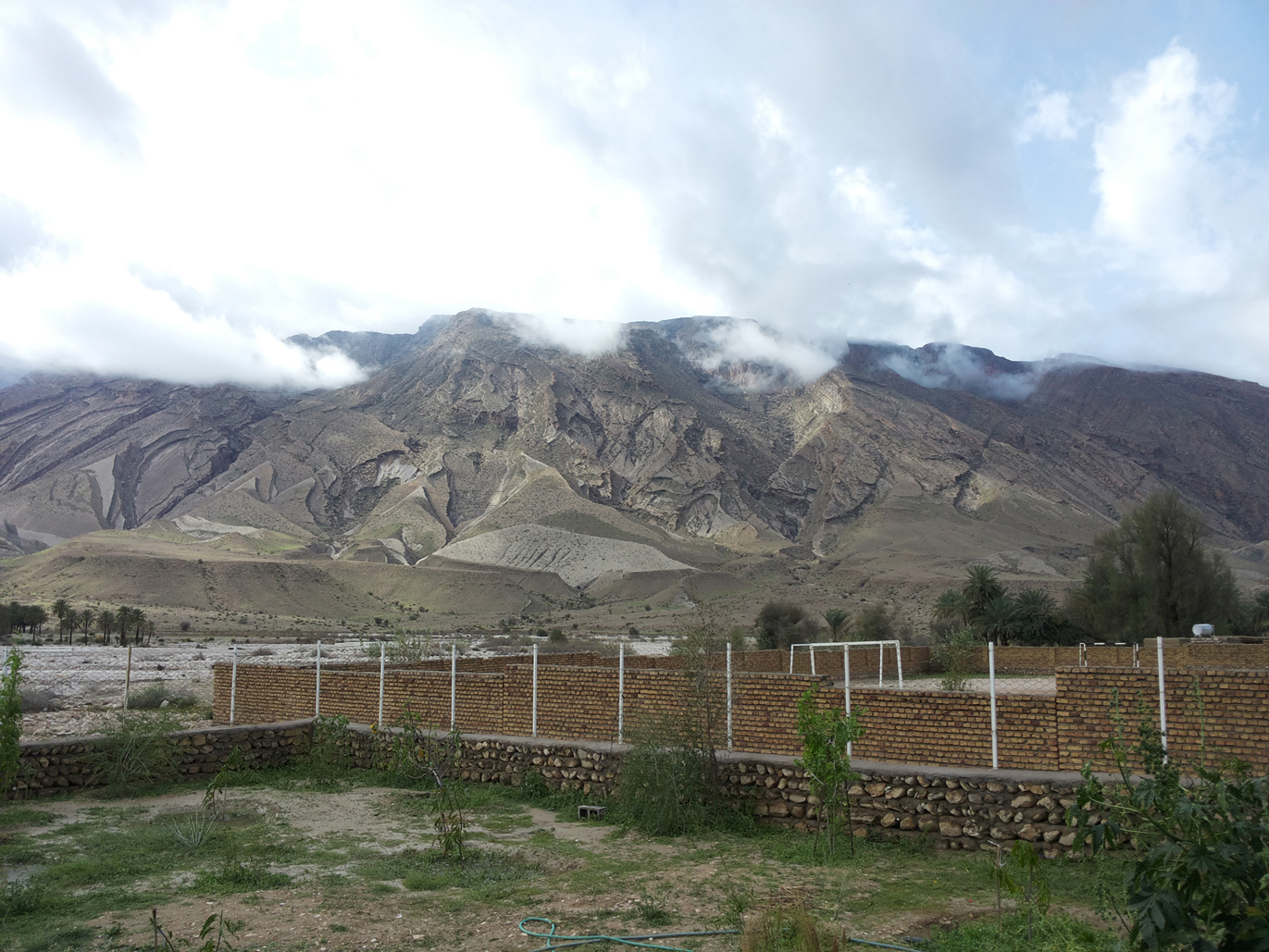
ابر-و-کوه
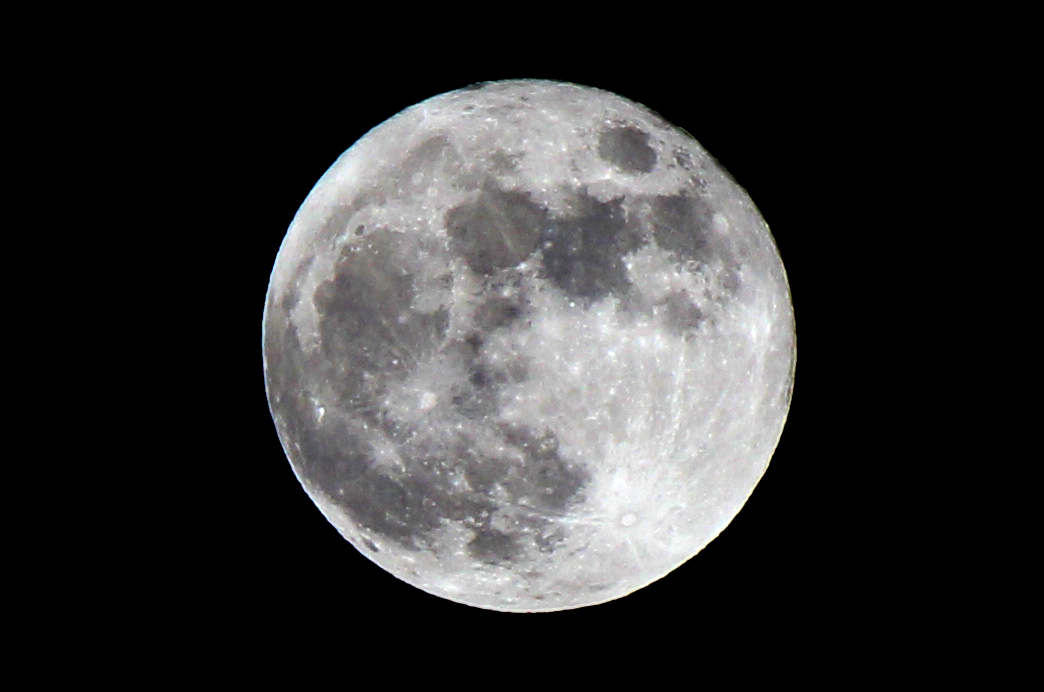
ماه کامل
کوه فینو از چلو
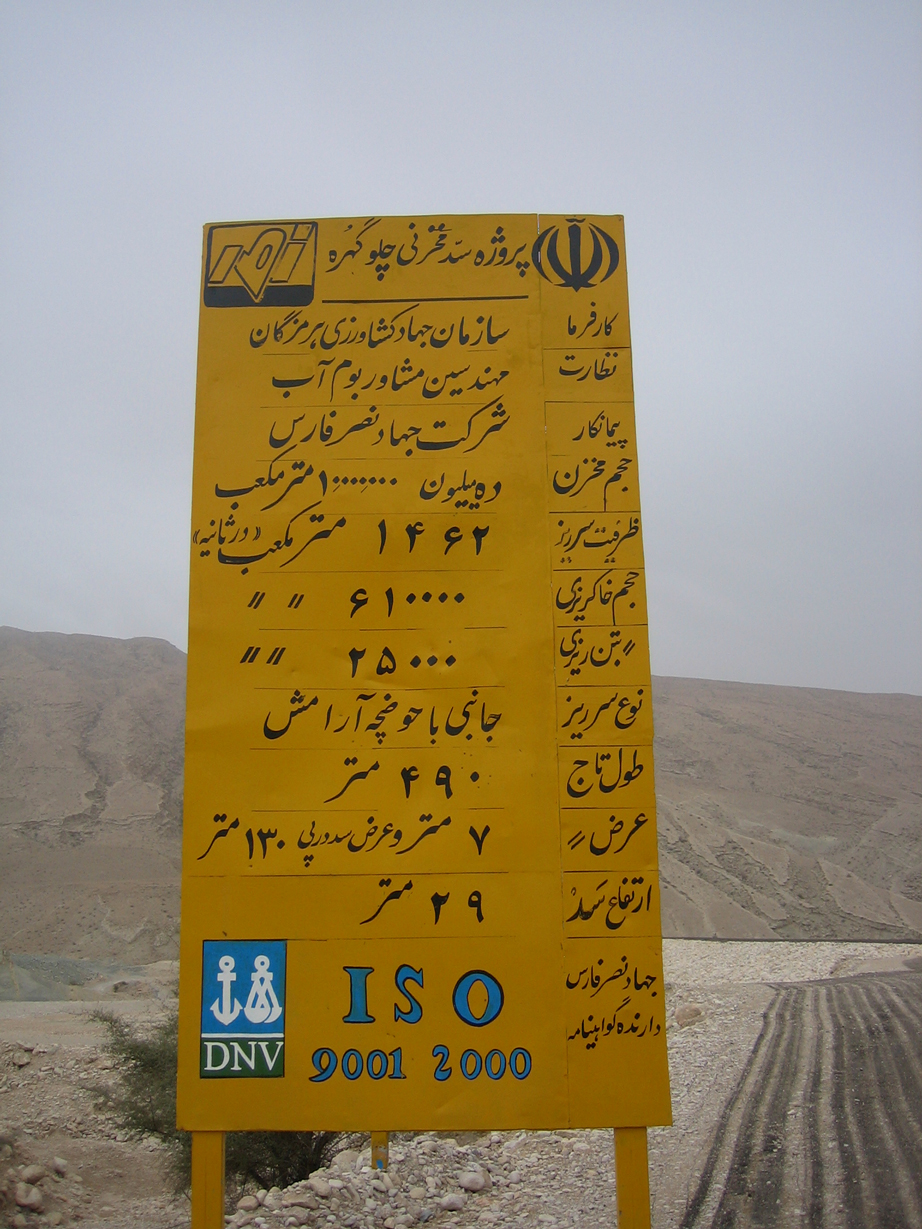
تابلو-سد
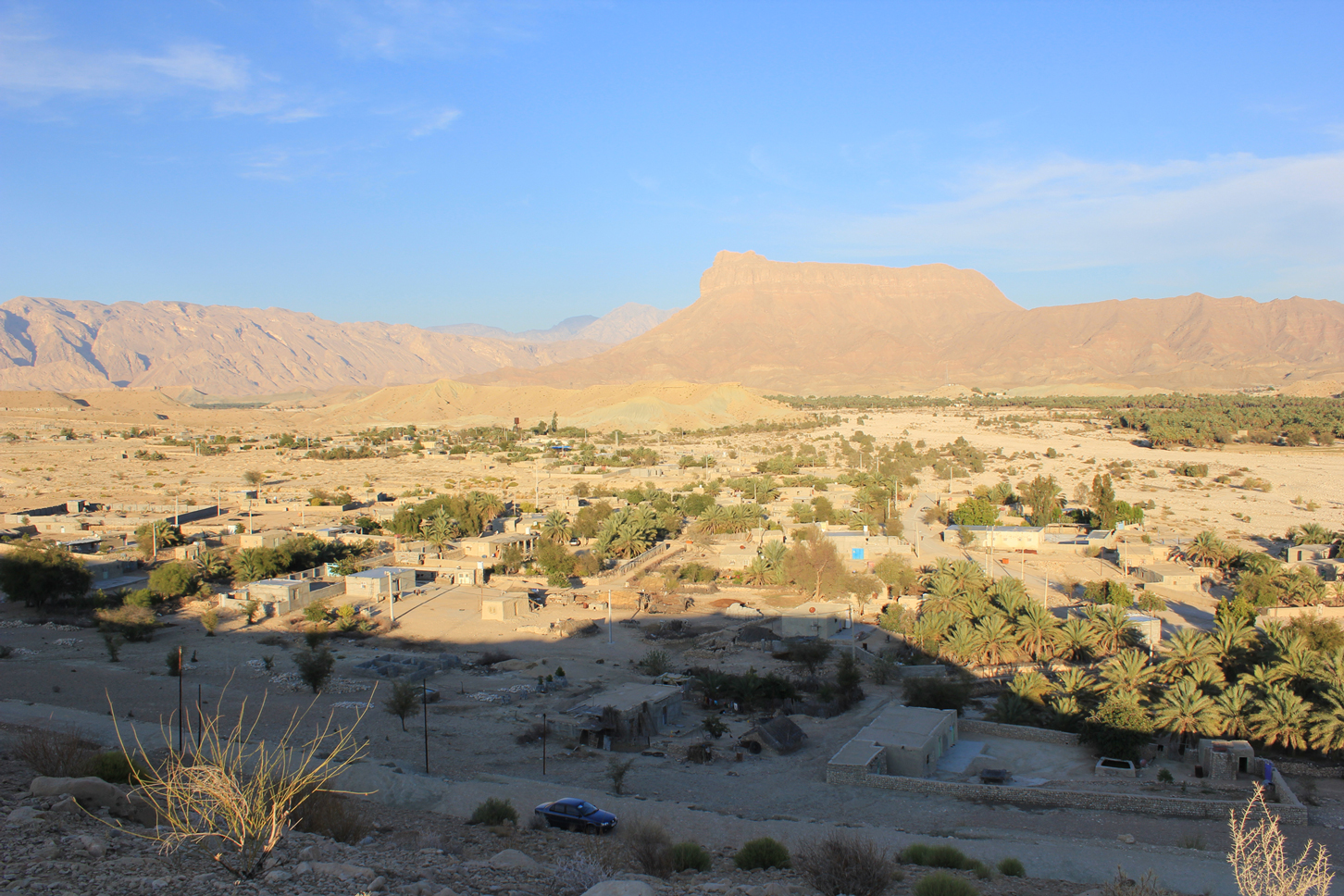
چلو سال ۹۲
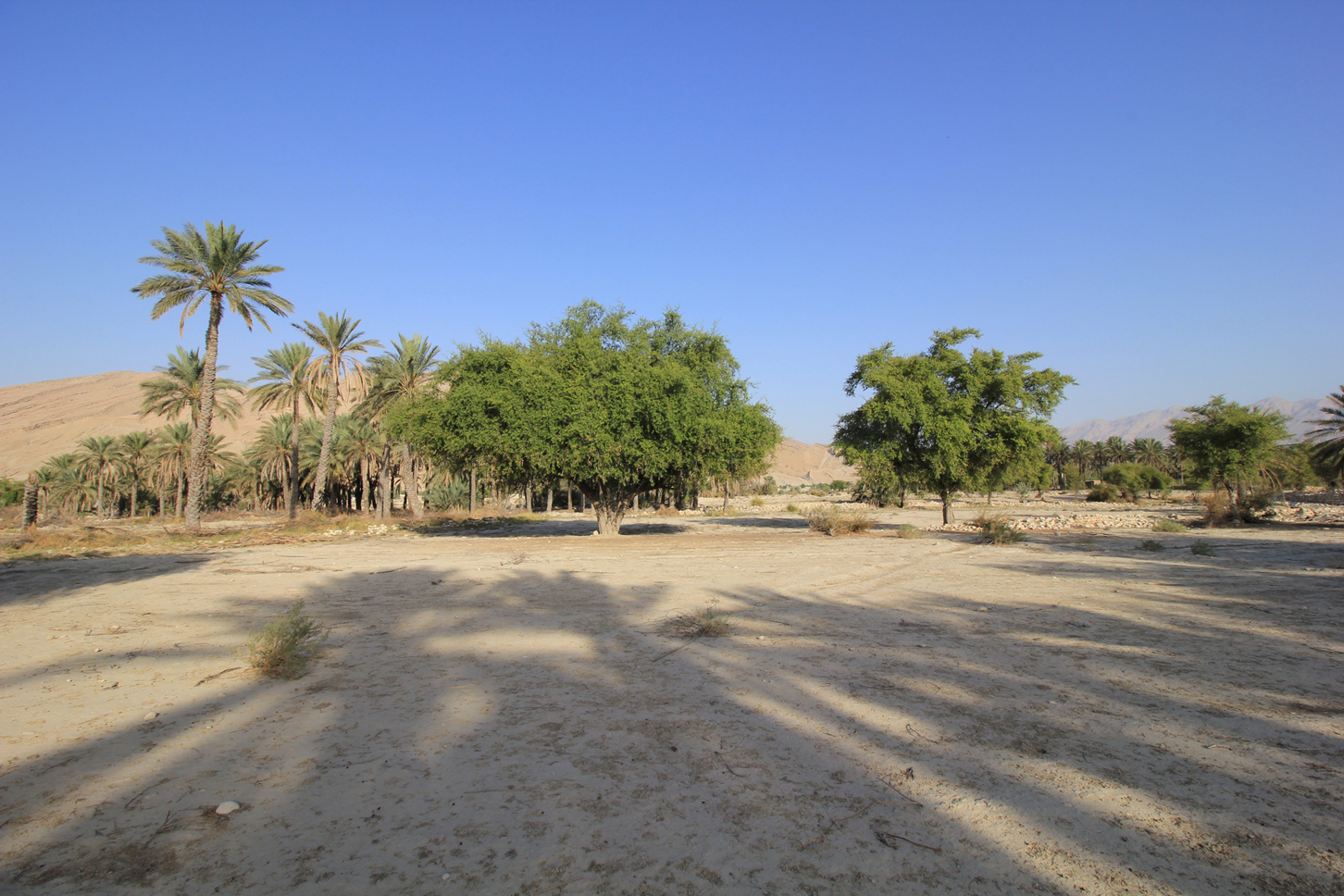
درختان علی آباد
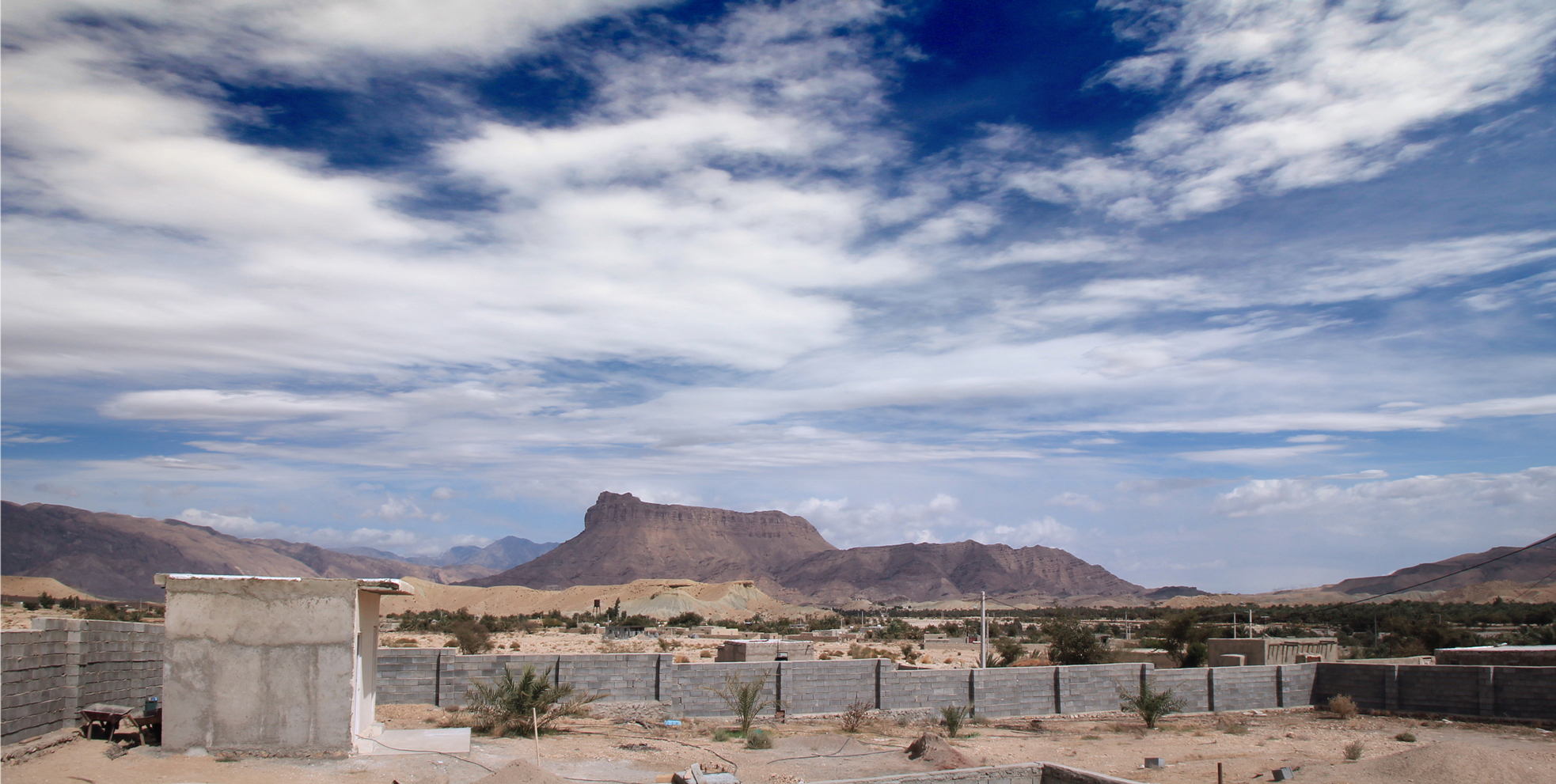
موستوکوه
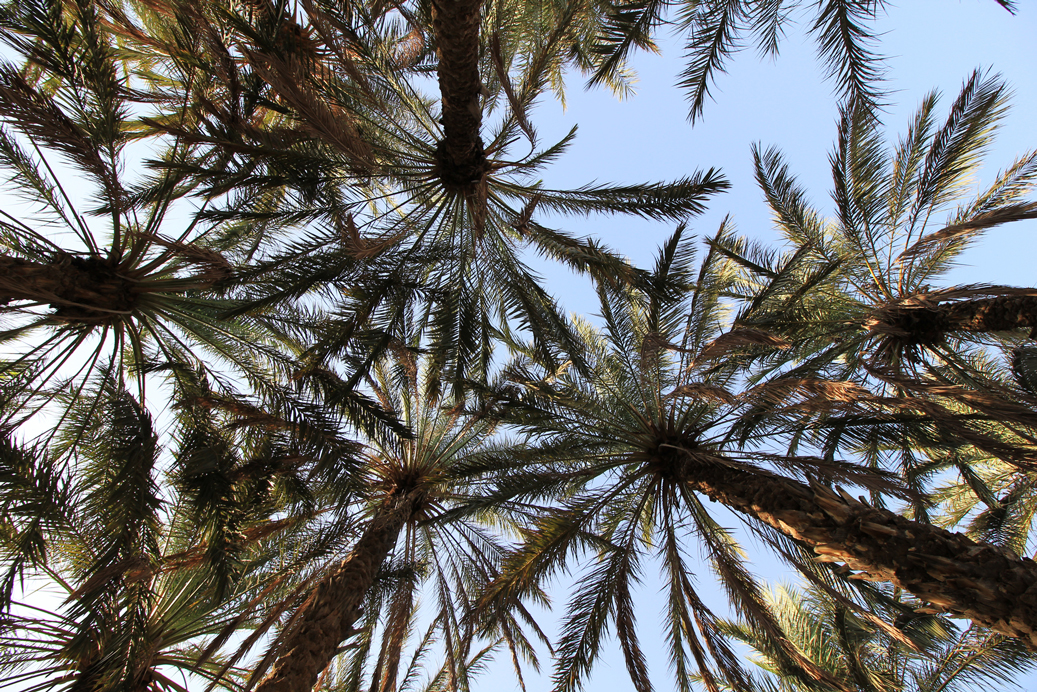
سر-به-آسمان
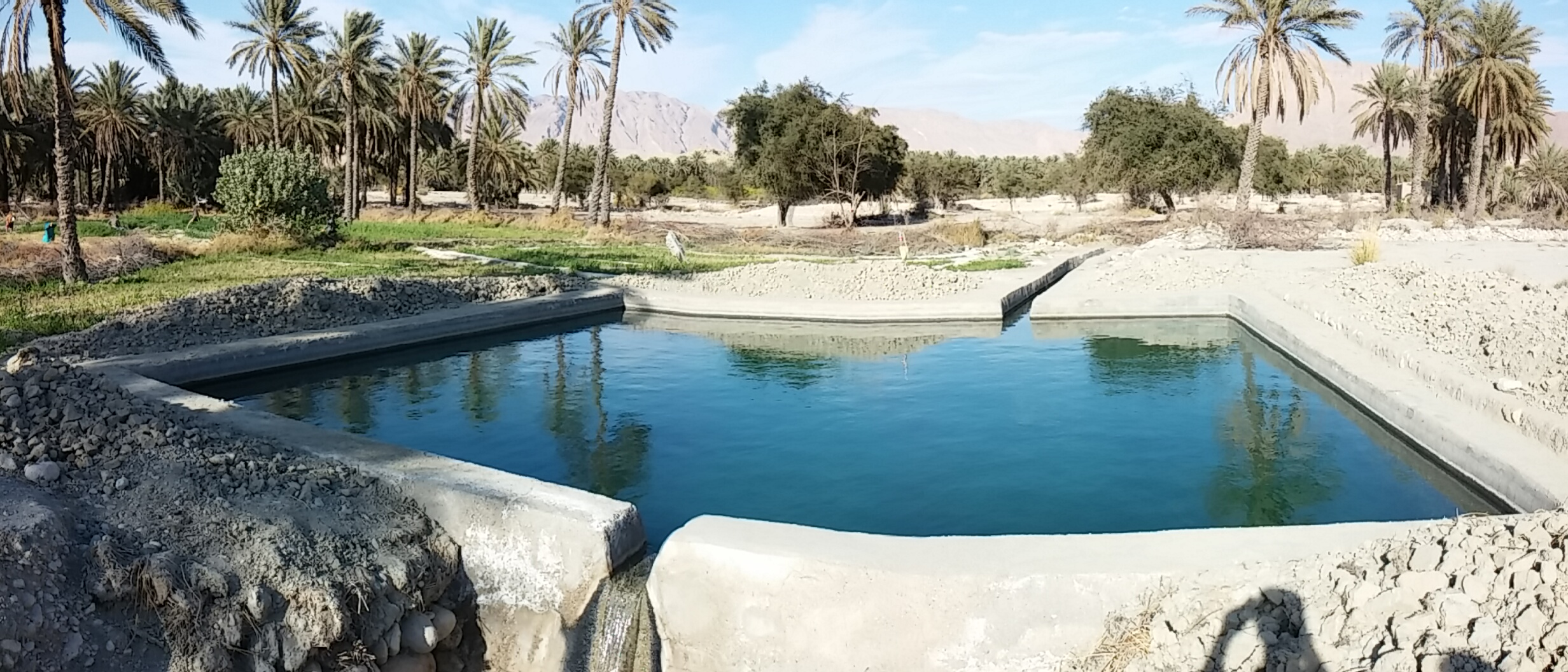
برکه علی آباد
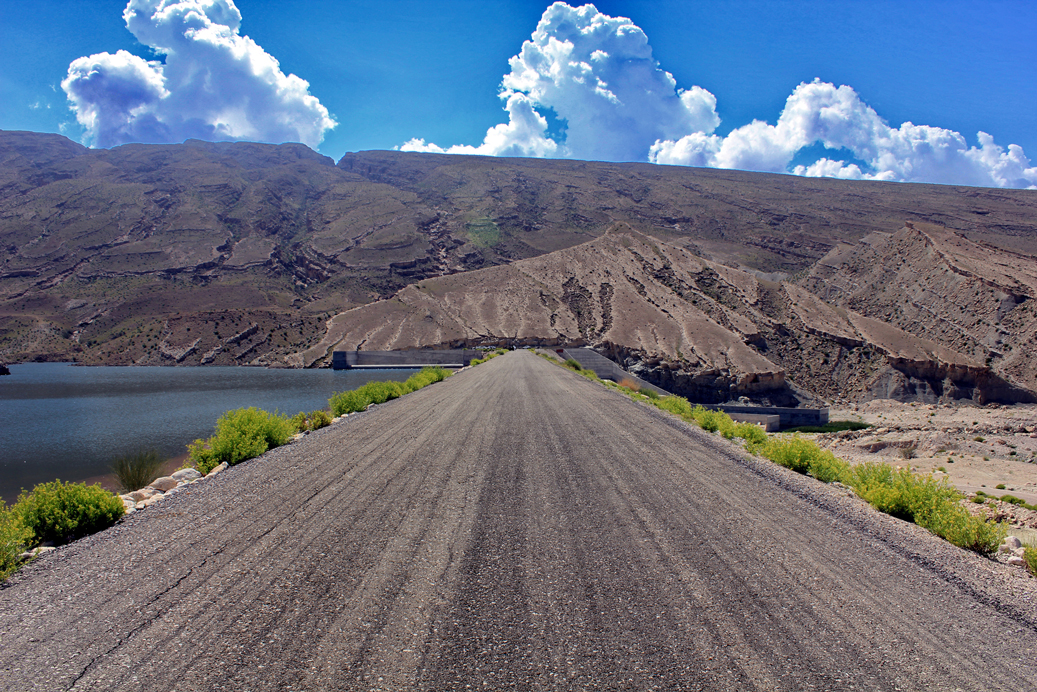
روی سد چلو
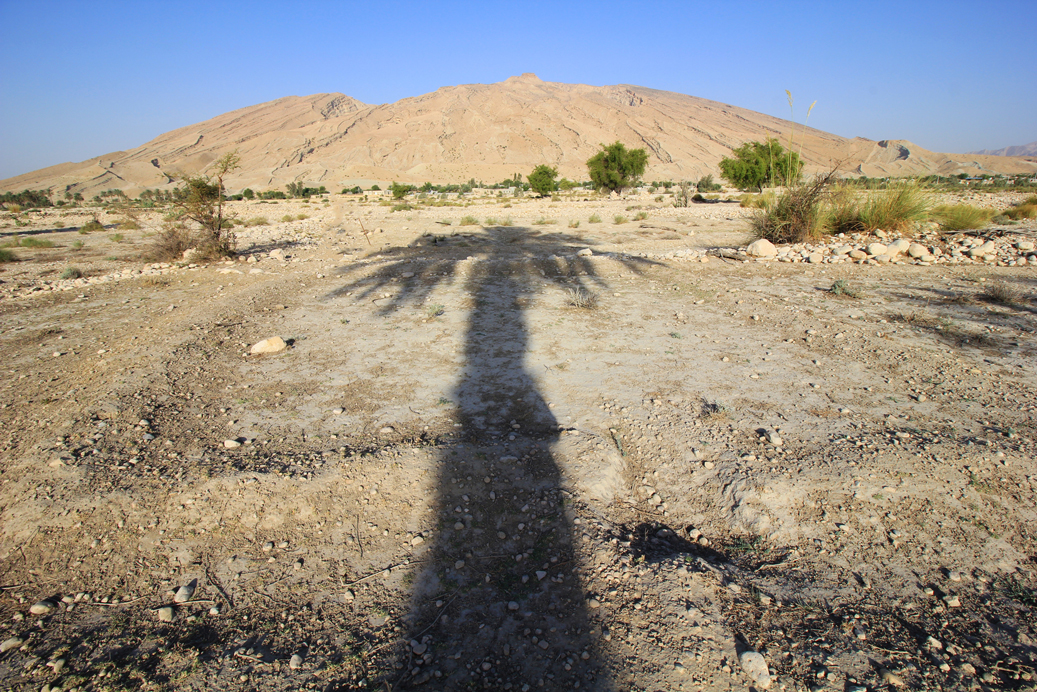
به-سوی-چلو
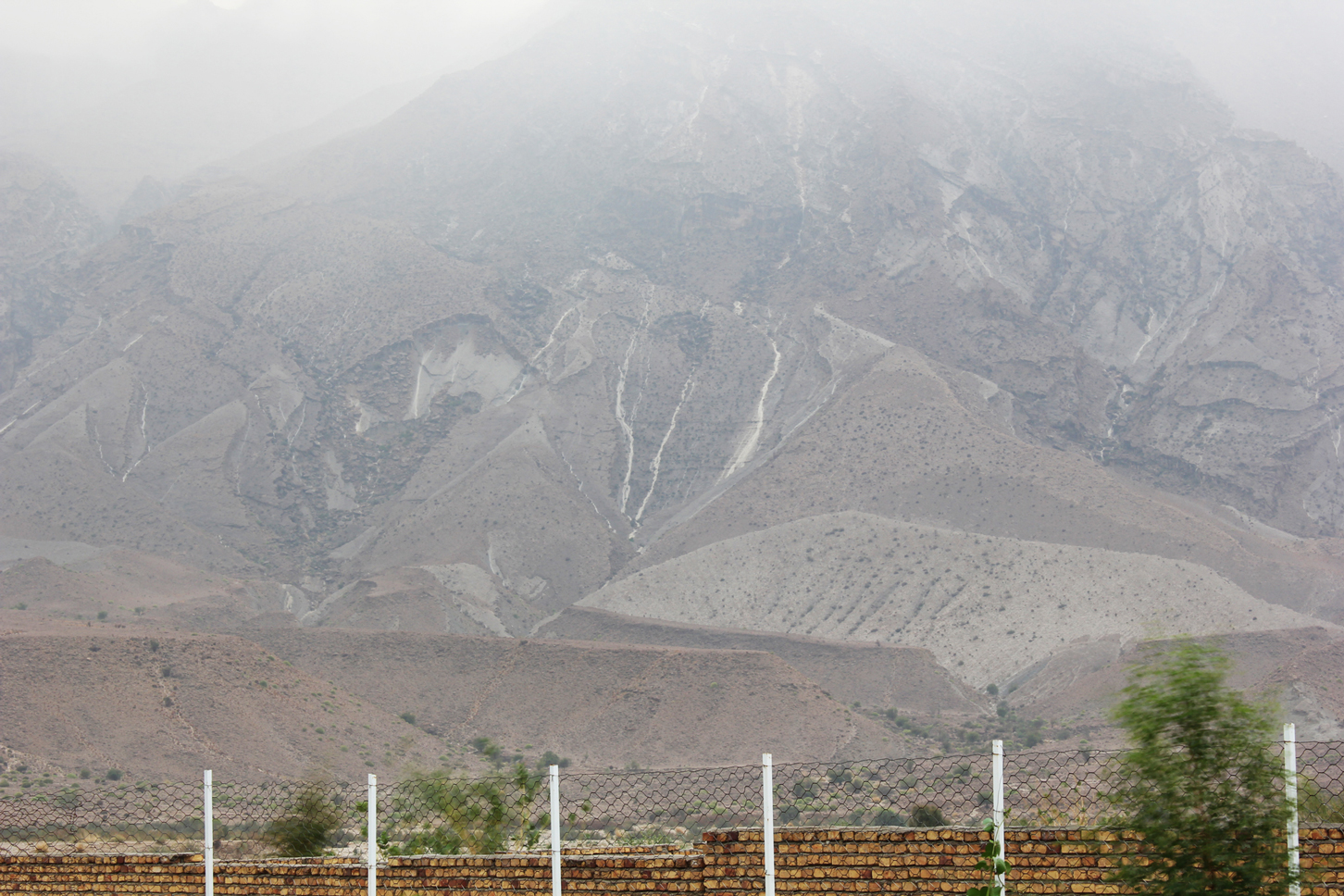
جاری-شدن-آب-از-کوه‌ها
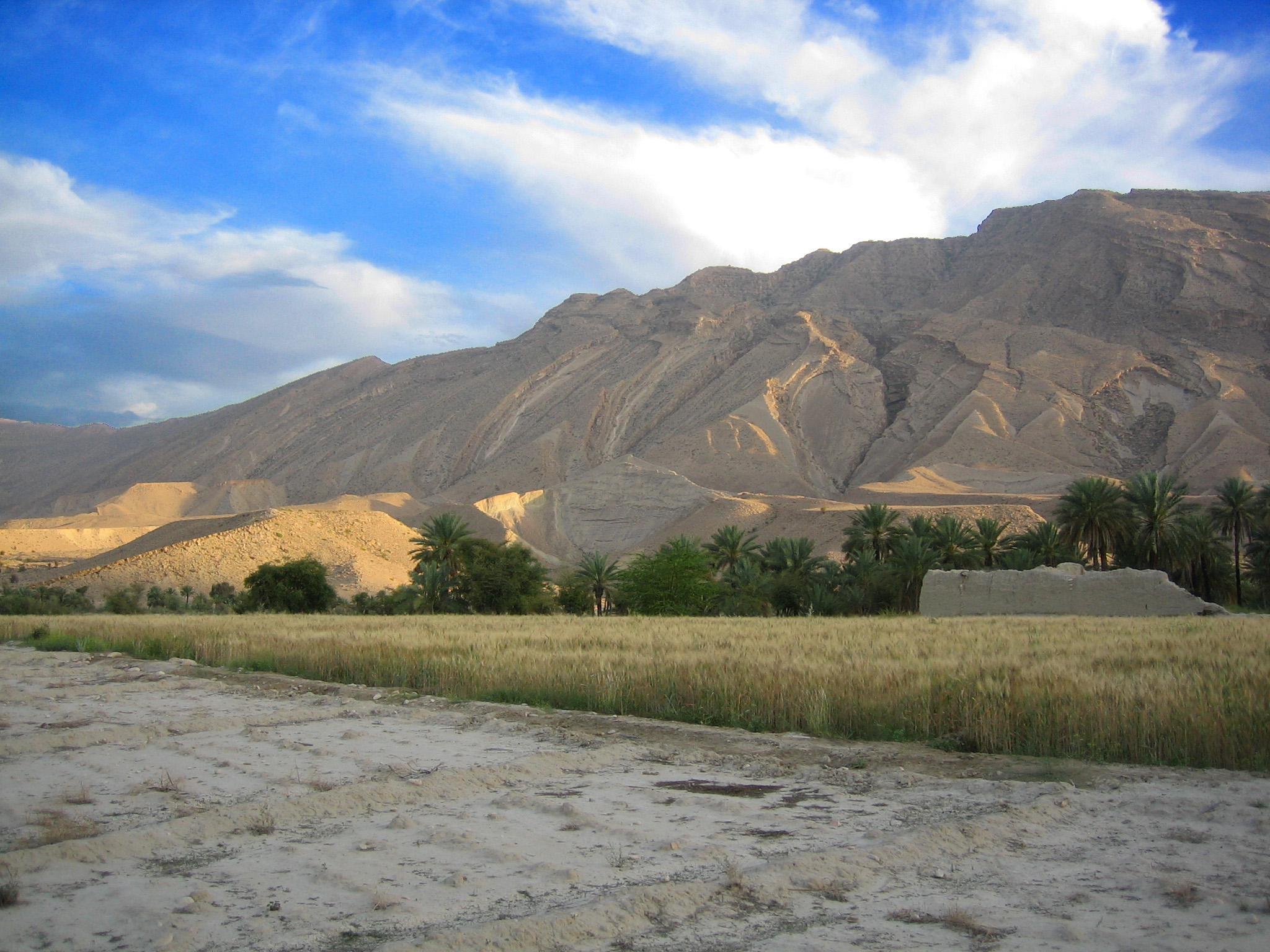
کشت جو در علی آباد